# 贾爱芹
贾爱芹（1962年—），山西隰县人，汉族，中华人民共和国政治人物、第十二届全国人民代表大会山西地区代表。
1990年加入中国共产党。2013年，被选为全国人大代表。